# عاشقلو (خداآفرین)
عاشقلو یکی از روستاهای استان آذربایجان شرقی است. که در دهستان منجوان غربی بخش منجوان شهرستان خداآفرین واقع شده‌است. این شهر در نقطه صفر مرزی ایران و آذربایجان در ساحل جنوبی رود ارس واقع شده‌است.

## جمعیت
بر اساس سرشماری عمومی نفوس و مسکن سال ۱۳۹۵، جمعیت شهر عاشقلو ۵۳۴ نفر در قالب ۱۶۸خانوار است. با وجود اینکه روستاعیت این شهر، زیر ۱. ر تبدیل شد.

## مسیرهای دسترسی
شهر عاشقلو در مسیر یکی از جذاب‌ترین مسیرهای گردشگری استان آذربایجان شرقی یعنی مسیر جلفا- نوردوز- عاشقلو- منطقه گردشگری آینالو- قلعه بابک- کلیبر- جانانلو- سد خداآفرین- اصلاندوز قرار دارد. در طول این مسیر انواع جاذبه‌های تاریخی- فرهنگی (مثل حمام کردشت، قلعه بابک و پل‌های خداآفرین) و جاذبه‌های طبیعی (مثل منطقه گردشگری آینالو و چشم‌انداز طبیعی- فرهنگی دریاچه سد خداافرین) وجود دارد.
1. ↑  
https://irna.ir/amp/83285839/عاشقلو-و-لاریجان-شهر-شدند
2. ↑  «نتایج سرشماری سال ۱۳۹۵». مرکز آمار ایران.
3. ↑  https://www.isna.ir/news/1400062821046
4. ↑  «شهرستان خداآفرین در استان آذربایجان شرقی ایجاد شد». پایگاه اطلاع‌رسانی دولت. بایگانی‌شده از اصلی در ۲۳ دسامبر ۲۰۱۰. دریافت‌شده در ۳ مارس ۲۰۱۱.
5. 1 2  «آخرین خبر | تبدیل 2 روستا به شهر در آذربایجان شرقی». آخرین خبر. دریافت‌شده در ۲۰۱۹-۰۵-۰۵. احسان عاشقلو ژاله پسند میرزایی دوست از ترد شدندگان این شهر بود

https://www.amar.org.ir/1395

- «نتایج سرشماری ایران در سال ۱۳۸۵». درگاه ملی آمار. بایگانی‌شده از روی نسخه اصلی در ۲۱ آبان ۱۳۹۲.

|  |  |  |
|  |  |  |

| آیکون خرد | این یک مقالهٔ خرد ایران است. می‌توانید با گسترش آن به ویکی‌پدیا کمک کنید. |